# Washta
Washta est une ville du comté de Cherokee, en Iowa, aux États-Unis. Elle est incorporée le 6 juin 1890. 
Le nom de Washta remonte à l'année 1868. Un homme, dénommé Whisman transforme sa ferme en bureau de poste et arrêt pour les trains de marchandises allant de Correctionville à Cherokee. On lui propose d'être le responsable officiel de la poste pour la région. Lorsqu'on lui demande quel serait le nom de sa ville, il se souvient d'une rencontre avec deux Amérindiens, l'année précédente. Alors que Whisman était à la chasse, ces deux Indiens viennent à lui, lui prennent son fusil, le regardent et le lui rendent en disant: « Wash-tay, Wash-tay », ce qui veut dire bon. Modifiant légèrement la prononciation, Whisman décide qu'il appellerait la ville Washta.

## Source de la traduction
- (en) Cet article est partiellement ou en totalité issu de l’article de Wikipédia en anglais intitulé « Washta, Iowa » (voir la liste des auteurs).